# Gabriel Portal Antón
Gabriel Portal Antón (Ferrol, 23 de junio de 1933-Madrid, 17 de abril de 2019) fue un militar español, almirante de la Armada española.

## Biografía
La familia paterna, de clase media, era originaria de Luarca, Asturias. Por una serie de circunstancias, un tío carnal de Gabriel fue obligado a estudiar farmacia. Se hizo farmacéutico de la Armada, y regresó a Luarca vestido de comandante de marina, con poco más de veinte años. Al verle vestido de uniforme, el padre de Gabriel, Ceferino Portal Villaamil, y su mejor amigo se decidieron a entrar en la Marina.
Su padre Ceferino, comandante del submarino B-2, fue asesinado en Mahón durante los primeros días de la guerra civil española. Comenzó a estudiar en la escuela Tirso de Molina, pero tras la muerte de su padre se mudó a Mahón con su tío, donde continuó sus estudios en la escuela. Después de la universidad, estudió para ingresar en la Marina, primero en Madrid y entre 1953 y 1958 en Marín, donde fue titulado como teniente. Después de hacer el viaje de instrucción en el Buque Escuela Juan Sebastián Elcano recibió su primer destino en Ferrol, en el crucero Canarias.
Después de estar destinado durante dos años en la fragata Legazpi (F-42), se trasladó a Vigo para estudiar ingeniería de telecomunicaciones. Tras graduarse, regresó a Ferrol, donde fue destinado a la fragata Vulcano (F-11) y más tarde, como capitán, al dragaminas Miño. En 1968 se mudó a Chicago para ampliar su formación en ingeniería, y en 1968 ingresó en la Escuela de Transmisiones y Electrónica de la Armada, en Vigo, donde estuvo hasta 1972.
En ese año, se mudó a Madrid para realizar el curso de Estado Mayor, y después de dos años fue destinado a Ferrol. Regresó de nuevo a Madrid para hacerse cargo de la sede de la estación de comunicaciones de Santorcaz, donde permaneció entre 1976 y 1979. En ese año, fue enviado a la corbeta Princesa (F-62), con sede en el puerto de Cádiz. Más tarde regresó a Madrid, en este caso para trabajar en el Ministerio de Defensa y marchó nuevamente a Ferrol para hacerse cargo del destructor Blas de Lezo. De nuevo en Madrid, se hizo cargo del departamento de comunicaciones y más tarde se fue a Rhode Island para ampliar sus estudios de comunicaciones en el Estado Mayor de los Estados Unidos. Entre julio de 1987 y noviembre de 1988, estuvo a cargo del Juan Sebastián Elcano.
En 1989 fue nombrado jefe del gabinete del jefe de Estado Mayor de la Armada y ascendió a contralmirante. El siguiente paso, después de enviar una misión española a la OTAN, fue su ascenso a vicealmirante en logística, y más tarde comandante en jefe en Canarias y luego en Ferrol, con el cargo de jefe de la Zona del mar Cantábrico, donde pasó a almirante y luego a la reserva.
Fue promotor de la Fundación Philippe Cousteau Unión de los Océanos y la Fundación Gabriel Portal Antón, que se ocupa de la paliación de las situaciones de adicción a las drogas.
Estaba casado y tenía un hijo, Gabriel Antonio Portal Pasquin. Aunque residía en Madrid, viajaba con frecuencia a Ferrol, donde tenía una vivienda en Serantes.